# Барилово (Хорольский район)
Барилово (укр. Барилове) — село,
Ковалевский сельский совет,
Хорольский район,
Полтавская область,
Украина.
Код КОАТУУ — 5324882603. Население по переписи 2001 года составляло 74 человека.

## Географическое положение
Село Барилово находится в урочище Барилово на расстоянии в 1 км от села Новоаврамовка. По селу протекает пересыхающий ручей.

## История
Барилово возникло после 1945 как объединение хуторов: Барилив , Кривулин (Ковали), Хухулин, Матвийцы (урочище Матвейцы) и Головкив (Головков), часть Барилово соответствующая Матвийцам и Головкиву  была ликвидирована между 1985 и 1889 годами.
Возможно, что один из имеющихся на картах Стрельбицкого и Трехверстки хуторов без названия соответствует Барилову.